# Grupo Freital
El Grupo Freital (también Freital vigilante, Bürgerwehr FTL/360 o FTL/360 ) fue un grupo antiislámico extrema derecha alemán creado en la ciudad Freital, cerca de Dresde .

## Historia
Los miembros del grupo Freital (FTL/360) ganaron notoriedad por haber atacado con explosivos de bajo poder refugios para migrantes y simpatizantes de los refugiados.  Los miembros de FTL/360 obtuvieron el apoyo de algunos ciudadanos de Freital, los miembros del grupo se reunían en un pub de un miembro de AfD en un período regular.
El FTL/360 se conformo por primera vez en el verano de 2015 durante las protestas contra un hogar de refugiados en la ciudad sajona de Freital. Timo Schulz, neonazi originario de Hamburgo, trabajaba como conductor de autobús en Freital y era líder de la banda terrorista. El 27 de julio de 2015, miembros del Freital Gruppe hacen estallar un artefacto explosivo cerca del vehículo del político Michael Richter (miembro del partido de izquierda [Die Linke]) en Freital. Semanas después, miembros de FTL/360 lanzaron fuegos artificiales en un edificio de apartamentos que alberga refugiados en la ciudad, dejando únicamente ventanas rotas como saldo.
En marzo de 2016, miembros del GSG9 arrestaron a cinco miembros de FTL/360 en Freital. Posteriormente, siete hombres y una mujer fueron acusados de delitos de terrorismo. Un ataque a un apartamento de refugiados fue evaluado por el Tribunal Regional Superior de Dresde (Oberlandesgericht Dresden) como un intento de asesinato: En este ataque se lanzó un artefacto explosivo hacía una casa de refugiados en Frietal, la bomba cayó en el dormitorio principal de los refugiados mientras dormían. El ataque dejó un refugiado sirio herido por vidrios rotos debido causados por la explosión.
En marzo de 2018, los miembros de FTL/360 fueron condenados por fundar una organización terrorista, complicidad para cometer delitos e intento de asesinato.